# Jardim da Serra
Jardim da Serra es una freguesia portuguesa del municipio de Câmara de Lobos. Tiene 5,67 km² y 3707 habitantes. Tiene una entrada directa a Câmara de Lobos y la otra que pasa por Estreito.

## Economía
La principal actividad económica es la agricultura.
Tiene muy poca actividad turística.
Esta freguesia tiene una Quinta de Hotel, una escuela, campo deportivo (tenis, béisbol, natación), una iglesia y una plaza.

## Historia
Perteneció a Estreito de Câmara de Lobos, pero Estreito aceptó que hubiera otra freguesia más en Câmara de Lobos, y fue elevada a esta categoría administrativa el 4 de julio de 1996.
- Datos: Q2652508
- Multimedia: Jardim da Serra / Q2652508

1. ↑  Worldpostalcodes.org,código postal n.º 9325-272.